# Магдалена Янева
Магдалена Янева (на македонска литературна норма: Магдалена Јанева) е видна северномакедонска балерина.

## Биография
Родена е на 12 ноември 1934 година в Скопие, тогава Кралство Югославия, днес Северна Македония. Завършва Балетното училище в Скопие, където е в класа на Георги Македонски и Нина Кирсанова. При сформирането на първата балетна трупа в Македонската опера и балет към Македонския народен театър в Скопие, чийто първи балетен солист е видният хореограф, преподавател и балетист Георги Македонски, Янева е поканена за балерина в трупата. По това време и след това Магдалена Янева е сред балерините, които играят огромна роля в зараждането и развитието на балета в Република Македония. Янева остава в Македонския народен театър от 1949 до 1956 година. В периода от 1956 до 1973 година е първенка на Балета при Народния театър в Белград.
Магдалена Янева изпъква с чиста класическа балетна техника и музикалност. Тя има богат репертоар, в който са и множество главни роли и солота. Сред по-известните ѝ роли са Сванилда („Копелия“), Аурора и Синя птица („Спящата красавица“), Йела („Дявол на село“) и други.